# Stefan März
Stefan März (* 20. Februar 1980 in Marktoberdorf) ist ein deutscher Wissenschaftsmanager, Historiker und Autor.

## Leben
Stefan März studierte an der Ludwig-Maximilians-Universität München und an der Universität Paris-Sorbonne Neuere und Neueste Geschichte, Mittelalterliche Geschichte und Politische Wissenschaft. Er wurde 2012 mit der von Martin H. Geyer betreuten Arbeit „Das Haus Wittelsbach im Ersten Weltkrieg“ promoviert. Diese war durch ein Begabtenstipendium der Hanns-Seidel-Stiftung gefördert worden.
Seit 2012 ist er als Wissenschaftsmanager sowie in der akademischen Forschung und Lehre tätig. Nach beruflichen Stationen an der Technischen Universität München ist er seit 2020 an der Ludwig-Maximilians-Universität München beschäftigt. Berufsbegleitend schloss er ein Executive MBA-Studium an der Quantic School of Business and Technology ab.
Er arbeitet darüber hinaus als Historiker und freiberuflicher Autor. Seine Forschungs- und Publikationsschwerpunkte sind die bayerische Geschichte des 19. und 20. Jahrhunderts, die Politische Kulturgeschichte der Monarchie und der Erste Weltkrieg. Neben wissenschaftlichen Monografien und Fachbeiträgen veröffentlichte er an eine allgemeine Leserschaft gerichtete Biografien zu König Ludwig III., Prinzregent Luitpold sowie Alfons Goppel.
An der ZDF-Dokumentation Königliche Dynastien: Die Wittelsbacher sowie an weiteren Medienformaten wirkte er als Interviewpartner und Experte mit.
März lebt mit seiner Familie im Landkreis München.

## Veröffentlichungen (Auswahl)

### Bücher
- Das Haus Wittelsbach im Ersten Weltkrieg: Chance und Zusammenbruch monarchischer Herrschaft. Pustet, Regensburg 2013, ISBN 978-3-7917-2497-3.
- Ludwig III.: Bayerns letzter König (kleine bayerische biografien). Pustet, Regensburg 2014, ISBN 978-3-7917-2603-8.
- Alfons Goppel: Landesvater zwischen Tradition und Moderne (kleine bayerische biografien). Pustet, Regensburg 2016, ISBN 978-3-7917-2788-2.[4]
- Kronprinz Rupprecht und die königlich-bayerische Armee im Westfeldzug 1914: Eine föderalistische Perspektive auf die militärischen Operationen der ersten Monate des Ersten Weltkriegs. BoD, Norderstedt 2021, ISBN 978-3-75289923-8.
- Prinzregent Luitpold: Herrscher ohne Krone (kleine bayerische biografien). Pustet, Regensburg 2021, ISBN 978-3-7917-3213-8.

### Beiträge in Sammelbänden (Auswahl)
- In Treue fest? Perspektiven, Scheitern und Nachwirkungen der Monarchie in Bayern, in: Braun, Bernd (Hrsg.): Es lebe die Republik? Der Erste Weltkrieg und das Ende der Monarchien in Deutschland und Europa. Vandenhoeck & Ruprecht, Göttingen 2021, S. 45–70, ISBN 978-3-525-31130-1.
- Das Haus Wittelsbach im Zeitalter der Hochmoderne. Bayerns Monarchie zwischen Prinzregentenzeit und Ende des Ersten Weltkriegs, in: Wüst, Wolfgang (Hrsg.): Bayerns Adel. Mikro- und Makrokosmos aristokratischer Lebensformen. Peter Lang Verlag, Frankfurt am Main 2018, S. 263–282, ISBN 978-3-631-73453-7.

## Medienbeiträge (Auswahl)
- 2015: Königliche Dynastien: Die Wittelsbacher, TV-Dokumentation für das ZDF.
- 2019: König Ludwig III.: Bayerns letzter König[5], BAYERN 2 radioWissen (Radio/Podcast).
- 2021: Prinzregent Luitpold mit Historiker Stefan März[6], BR Heimat (Radio/Podcast).

## Rezeption
Rezensent Torsten Riotte bescheinigte März‘ Dissertation Das Haus Wittelsbach im Ersten Weltkrieg in der Historischen Zeitschrift, "in ihrer quellengesättigten Darstellung ein verdienstvoller Beitrag" zu sein. Er hoffe, "dass der Autor sein enormes Detailwissen […] noch stärker in die Debatte über die Monarchie im Weltkrieg einbringen" werde. Rainer Blasius befand in der Frankfurter Allgemeinen Zeitung über das Folgewerk Ludwig III.: Bayerns letzter König, dieses sei ein "einleuchtend gegliedertes und zitatenreiches Kurzporträt". Rudolf Neumaier sprach in der Süddeutschen Zeitung gleichzeitig von einer "lesenswerten Ludwigs-Biografie". Das Buch Alfons Goppel: Landesvater zwischen Tradition und Moderne erntete ebenfalls weitgehend positive Kritiken. Raphael Gerhardt urteilte im Rezensionsjournal sehepunkte, dem Autor sei "eine gut lesbare Darstellung gelungen". Gerald Huber äußerte in der Bücherschau Bayern lesen (Frühjahr 2021) anerkennend, der Autor entwickle in Prinzregent Luitpold: Herrscher ohne Krone "das Bild einer ganzen Epoche, aus der Prinzregent Luitpold eine 'gute alte Zeit' gemacht hat".